# Karl-Heinz Ohlig
Karl-Heinz Ohlig (15 de septiembre de 1938 – 14 de enero de 2024) fue un profesor alemán de estudios religiosos y de historia del cristianismo en la Universidad del Sarre (Alemania).

## Vida y carrera
Ohlig fue coeditor, junto con Gerd R. Puin, del libro Die dunklen Anfänge. Neue Forschungen zur Entstehung und frühen Geschichte des Islam (traducido habitualmente como «Los orígenes ocultos del islam: nuevas investigaciones sobre su surgimiento y primera historia»; Hans Schiler Verlag, 2005; edición en inglés: Prometheus Books, 2008), que sostiene que el Islam no fue concebido originalmente como una religión distinta del cristianismo.
La tesis de Ohlig y Puin afirma que, a la luz de las monedas árabes y de la inscripción de la Cúpula de la Roca de finales del siglo VII, en la que aparece la secuencia de letras MHMT y el término Muhammad con el sentido de «el venerado» o «el alabado», y dado que la Cúpula porta símbolos cristianos como cruces, ese Muhammad sería un título honorífico cristiano referido a Jesús (como en el himno de la misa: «bendito el que viene...»), y no un nombre propio en ese contexto.
Por su enfoque de investigación, Ohlig se asocia con la llamada «escuela de Sarrebruck», encuadrada dentro de las corrientes revisionistas de los estudios sobre el islam.
Ohlig falleció el 14 de enero de 2024, a los 85 años.

## Obras
- Ohlig, Karl-Heinz (2002). One or three? : from the father of Jesus to the Trinity. Fráncfort del Meno: Peter Lang. ISBN 0-8204-6063-X. OCLC 52377564.
- Ohlig, Karl-Heinz; Puin, Gerd-R. (2005). Die dunklen Anfänge : neue Forschungen zur Entstehung und frühen Geschichte des Islam (en alemán). Berlín: Hans Schiler. ISBN 3-89930-128-5. OCLC 62701136.
- Ohlig, Karl-Heinz (2007). Der frühe Islam : eine historisch-kritische Rekonstruktion anhand zeitgenössischer Quellen (en alemán). Berlín: Hans Schiler. ISBN 978-3-89930-090-1. OCLC 84900629.